# One Kiss (chanson)
Pour l’article homonyme, voir One Kiss.
Singles par Calvin Harris
Nuh Ready Nuh Ready
(2018) Promises
(2018)
Singles par Dua Lipa
IDGAF
(2018) Electricity
(2018)
One Kiss est une chanson du producteur écossais Calvin Harris et de la chanteuse anglaise Dua Lipa, sortie le 6 avril 2018. 
La chanson connaît un succès, et atteint la première place des classements britanniques deux semaines après sa sortie. Le titre est inclus sur l'album Dua Lipa : Complete Edition, sorti en 2018.

## Liste des pistes
| 1. | One Kiss | 3:34 |

| 1. | One Kiss (Jauz Remix) | 4:12 |

| 1. | One Kiss (Jauz Extended Remix) | 5:00 |

| 1. | One Kiss (Zhu Extended Remix) | 4:00 |

| 1. | One Kiss (Oliver Heldens Remix) | 4:41 |

| 1. | One Kiss (Oliver Heldens Extended Remix) | 5:27 |

| 1. | One Kiss (R3hab Remix) | 3:10 |

| 1. | One Kiss (R3hab Extended Remix) | 4:20 |

| 1. | One Kiss (Valentino Khan Remix) | 4:11 |

| 1. | One Kiss (Valentino Khan Extended Remix) | 4:55 |

| 1. | One Kiss (R3hab Remix)           | 3:10 |
| 2. | One Kiss (Jauz Remix)            | 4:12 |
| 3. | One Kiss (Oliver Heldens Remix)  | 4:41 |
| 4. | One Kiss (Valentino Khan Remix)  | 4:11 |
| 5. | One Kiss (Patrick Topping Remix) | 3:53 |
| 6. | One Kiss (Zhu Remix)             | 4:00 |
| 7. | One Kiss (King Britt Remix)      | 6:04 |

| 1. | One Kiss (R3hab Extended Remix)           | 4:20 |
| 2. | One Kiss (Jauz Extended Remix)            | 4:59 |
| 3. | One Kiss (Oliver Heldens Extended Remix)  | 5:27 |
| 4. | One Kiss (Valentino Khan Extended Remix)  | 4:55 |
| 5. | One Kiss (Patrick Topping Extended Remix) | 6:12 |
| 6. | One Kiss (Zhu Remix)                      | 4:00 |
| 7. | One Kiss (King Britt Remix)               | 6:04 |
| 8. | One Kiss (Extended Mix)                   | 4:42 |

| 1. | One Kiss                | 3:34 |
| 2. | One Kiss (Extended Mix) | 4:42 |

## Classements hebdomadaires
| Classements (2018)                      | Meilleure position |
| --------------------------------------- | ------------------ |
| Allemagne (Media Control AG)            | 1                  |
| Australie (ARIA)                        | 3                  |
| Autriche (Ö3 Austria Top 40)            | 1                  |
| Belgique (Flandre Ultratop 50 Singles)  | 1                  |
| Belgique (Wallonie Ultratop 50 Singles) | 1                  |
| Canada (Canadian Hot 100)               | 6                  |
| Danemark (Tracklisten)                  | 2                  |
| Écosse (OCC)                            | 1                  |
| Espagne (PROMUSICAE)                    | 13                 |
| États-Unis (Billboard Hot 100)          | 26                 |
| États-Unis (Hot Dance Club Songs)       | 1                  |
| Finlande (Suomen virallinen lista)      | 3                  |
| France (SNEP)                           | 2                  |
| Irlande (IRMA)                          | 1                  |
| Italie (FIMI)                           | 8                  |
| Norvège (VG-lista)                      | 5                  |
| Nouvelle-Zélande (RMNZ)                 | 6                  |
| Pays-Bas (Single Top 100)               | 1                  |
| Pays-Bas (Nederlandse Top 40)           | 1                  |
| Portugal (AFP)                          | 1                  |
| Royaume-Uni (UK Singles Chart)          | 1                  |
| Suède (Sverigetopplistan)               | 4                  |
| Suisse (Schweizer Hitparade)            | 2                  |